# Daniele Baselli
Daniele Baselli (* 12. März 1992 in Manerbio) ist ein italienischer Fußballspieler.

## Karriere

### Verein
Baselli besuchte von 2000 bis 2011 die für ihre hervorragende Ausbildung bekannte Jugendabteilung Atalanta Bergamos. Im Anschluss daran trat Atalanta Bergamo die Hälfte von Basellis Transferrechten an die AS Cittadella ab, für die er im Zuge der Co-Eignerschaft von da an auflief. In seiner Premierensaison absolvierte Baselli 13 Partien in der Serie B. Um weiterhin Spielpraxis zu erhalten, verblieb Baselli bei Cittadella und wurde in der Folgesaison zum Stammspieler. Aufgrund seiner guten Leistungen erwarb Atalanta Bergamo im Sommer 2013 die Transferrechte für 800.000 Euro an Baselli zurück und verpflichtet ihn somit. Auch in seiner ersten Saison in der Serie A konnte sich Baselli durchsetzen und kam auf insgesamt 28 Einsätze. Nach einer weiteren Saison, in der er es auf 22 Einsätze brachte, schloss er sich dem FC Turin an. In Turin blieb er bis Januar 2022, als er zu Cagliari Calcio wechselte.

### Nationalmannschaft
Baselli lief 2009 zweimal für die U-18 und 2011 einmal für die U-19 Italiens auf. Zwischen 2012 und 2015 kam Baselli regelmäßig für die Azzurrini, die U-21-Auswahl zum Einsatz.
Im Mai 2017 gab Baselli beim Testspiel gegen San Marino sein Debüt für die Italienische Nationalmannschaft. Im Juni 2018 absolvierte er gegen die Niederlande sein zweites und bisher letztes Länderspiel. Seitdem wurde er nicht mehr berücksichtigt.